# Interlands Chileens voetbalelftal 1990-1999
Deze pagina toont een chronologisch en gedetailleerd overzicht van de interlands die het Chileens voetbalelftal speelde in de periode 1990 – 1999. Chili was door de FIFA uitgesloten voor deelname aan de WK-kwalificatie voor het WK voetbal 1994. Aanleiding was een incident tijdens de WK-kwalificatiewedstrijd tussen Brazilië en Chili op woensdag 3 september 1989, toen doelman Roberto Rojas naar de grond ging omdat hij naar eigen zeggen was geraakt door vuurwerk dat door een Braziliaanse fan op het veld werd gegooid. Nadat de Wereldvoetbalbond de tv-beelden had bestudeerd, constateerde het uitvoerend comité dat het vuurwerk geen contact had gemaakt, en dat Rojas zichzelf had verwond met een scheermesje dat hij had verborgen in zijn handschoen. Brazilië werd een 2-0-overwinning toegekend, Chili werd uitgesloten van deelname aan de kwalificatiereeks voor het WK voetbal 1994. Rojas werd voor het leven geschorst.

## Interlands

### 1990
|                                                  |       |       |          |                                                                                     |
| 17 oktober Copa Texeira № 422 «onderlinge duels» | Chili | 0 – 0 | Brazilië | Estadio Nacional, Santiago Toeschouwers: 32.358 Scheidsrechter: Enrique Marín (CHI) |
| 17 oktober Copa Texeira № 422 «onderlinge duels» |       |       |          | Estadio Nacional, Santiago Toeschouwers: 32.358 Scheidsrechter: Enrique Marín (CHI) |

|                                                  |          |       |       |                                                                                        |
| 8 november Copa Texeira № 423 «onderlinge duels» | Brazilië | 0 – 0 | Chili | Estadio Mangueirão, Belém Toeschouwers: 58.676 Scheidsrechter: Luis Carlos Félix (BRA) |
| 8 november Copa Texeira № 423 «onderlinge duels» |          |       |       | Estadio Mangueirão, Belém Toeschouwers: 58.676 Scheidsrechter: Luis Carlos Félix (BRA) |

### 1991
|                                 |                      |       |       |                                                                                               |
| 9 april Vriendschappelijk № 424 | Mexico               | 1 – 0 | Chili | Estadio Luis de la Fuente, Veracruz Toeschouwers: 30.000 Scheidsrechter: David Brummitt (CAN) |
| 9 april Vriendschappelijk № 424 | Missael Espinoza 34' |       |       | Estadio Luis de la Fuente, Veracruz Toeschouwers: 30.000 Scheidsrechter: David Brummitt (CAN) |

|                                |                 |       |                  |                                                                                 |
| 22 mei Vriendschappelijk № 425 | Ierland         | 1 – 1 | Chili            | Lansdowne Road, Dublin Toeschouwers: 32.320 Scheidsrechter: Daniel Roduit (SUI) |
| 22 mei Vriendschappelijk № 425 | David Kelly 82' |       | 64' Fabián Estay | Lansdowne Road, Dublin Toeschouwers: 32.320 Scheidsrechter: Daniel Roduit (SUI) |

|                                |                                      |       |                      |                                                                                       |
| 30 mei Vriendschappelijk № 426 | Chili                                | 2 – 1 | Uruguay              | Estadio Santa Laura, Santiago Toeschouwers: 6.000 Scheidsrechter: Iván Guerrero (CHI) |
| 30 mei Vriendschappelijk № 426 | Marcelo Vega 63' Aníbal González 80' |       | 89' (ed) Luis Abarca | Estadio Santa Laura, Santiago Toeschouwers: 6.000 Scheidsrechter: Iván Guerrero (CHI) |

|                                 |                                        |       |                       |                                                                                   |
| 19 juni Vriendschappelijk № 427 | Ecuador                                | 2 – 1 | Chili                 | Estadio Modelo, Guayaquil Toeschouwers: 35.000 Scheidsrechter: Luis Naranjo (ECU) |
| 19 juni Vriendschappelijk № 427 | Juan Carlos Garay 7' José Guerrero 70' |       | 10' (pen.) Jaime Vera | Estadio Modelo, Guayaquil Toeschouwers: 35.000 Scheidsrechter: Luis Naranjo (ECU) |

|                                 |                                              |       |                |                                                                                       |
| 26 juni Vriendschappelijk № 428 | Uruguay                                      | 2 – 1 | Chili          | Estadio Centenario, Montevideo Toeschouwers: 6.000 Scheidsrechter: Jorge Nieves (URU) |
| 26 juni Vriendschappelijk № 428 | Henry López Báez 11' Peter Méndez 64' (pen.) |       | 15' Hugo Rubio | Estadio Centenario, Montevideo Toeschouwers: 6.000 Scheidsrechter: Jorge Nieves (URU) |

|                                 |                                                |       |                   |                                                                                     |
| 30 juni Vriendschappelijk № 429 | Chili                                          | 3 – 1 | Ecuador           | Estadio Nacional, Santiago Toeschouwers: 25.000 Scheidsrechter: Carlos Robles (CHI) |
| 30 juni Vriendschappelijk № 429 | Hugo Rubio 7' Hugo Rubio 28' Iván Zamorano 44' |       | 49' Álex Aguinaga | Estadio Nacional, Santiago Toeschouwers: 25.000 Scheidsrechter: Carlos Robles (CHI) |

| Copa América 1991 |
| ----------------- |

|                                                      |                                  |       |           |                                                                                           |
| 6 juli Copa América Groep A № 430 «onderlinge duels» | Chili                            | 2 – 0 | Venezuela | Estadio Nacional, Santiago Toeschouwers: 45.000 Scheidsrechter: Armando Pérez Hoyos (COL) |
| 6 juli Copa América Groep A № 430 «onderlinge duels» | Hugo Rubio 22' Iván Zamorano 34' |       |           | Estadio Nacional, Santiago Toeschouwers: 45.000 Scheidsrechter: Armando Pérez Hoyos (COL) |

|                                                      |                                                                               |       |                                       |                                                                                          |
| 8 juli Copa América Groep A № 431 «onderlinge duels» | Chili                                                                         | 4 – 2 | Peru                                  | Estadio Municipal, Concepción Toeschouwers: 18.798 Scheidsrechter: Ernesto Filippi (URU) |
| 8 juli Copa América Groep A № 431 «onderlinge duels» | Hugo Rubio 16' Jorge Contreras 51' (pen.) Iván Zamorano 61' Iván Zamorano 74' |       | 59' Flavio Maestri 71' José del Solar | Estadio Municipal, Concepción Toeschouwers: 18.798 Scheidsrechter: Ernesto Filippi (URU) |

|                                                       |       |                       |            |                                                                                           |
| 10 juli Copa América Groep A № 432 «onderlinge duels» | Chili | 0 – 1                 | Argentinië | Estadio Nacional, Santiago Toeschouwers: 68.215 Scheidsrechter: José Roberto Wright (BRA) |
| 10 juli Copa América Groep A № 432 «onderlinge duels» |       | 81' Gabriel Batistuta |            | Estadio Nacional, Santiago Toeschouwers: 68.215 Scheidsrechter: José Roberto Wright (BRA) |

|                                                       |                                                                  |       |          |                                                                                           |
| 14 juli Copa América Groep A № 433 «onderlinge duels» | Chili                                                            | 4 – 0 | Paraguay | Estadio Nacional, Santiago Toeschouwers: 67.902 Scheidsrechter: José Roberto Wright (BRA) |
| 14 juli Copa América Groep A № 433 «onderlinge duels» | Hugo Rubio 12' Iván Zamorano 15' Fabián Estay 63' Jaime Vera 78' |       |          | Estadio Nacional, Santiago Toeschouwers: 67.902 Scheidsrechter: José Roberto Wright (BRA) |

|                                                           |                   |       |                     |                                                                                       |
| 17 juli Copa América Finaleronde № 434 «onderlinge duels» | Chili             | 1 – 1 | Colombia            | Estadio Nacional, Santiago Toeschouwers: 44.005 Scheidsrechter: Ernesto Filippi (URU) |
| 17 juli Copa América Finaleronde № 434 «onderlinge duels» | Iván Zamorano 74' |       | 37' Arnoldo Iguarán | Estadio Nacional, Santiago Toeschouwers: 44.005 Scheidsrechter: Ernesto Filippi (URU) |

|                                                           |       |       |            |                                                                                       |
| 19 juli Copa América Finaleronde № 435 «onderlinge duels» | Chili | 0 – 0 | Argentinië | Estadio Nacional, Santiago Toeschouwers: 37.612 Scheidsrechter: Ernesto Filippi (URU) |
| 19 juli Copa América Finaleronde № 435 «onderlinge duels» |       |       |            | Estadio Nacional, Santiago Toeschouwers: 37.612 Scheidsrechter: Ernesto Filippi (URU) |

|                                                           |       |                                       |          |                                                                                    |
| 21 juli Copa América Finaleronde № 436 «onderlinge duels» | Chili | 0 – 2                                 | Brazilië | Estadio Nacional, Santiago Toeschouwers: 45.104 Scheidsrechter: Juan Loustau (ARG) |
| 21 juli Copa América Finaleronde № 436 «onderlinge duels» |       | 8' Mazinho Oliveira 55' Luis Henrique |          | Estadio Nacional, Santiago Toeschouwers: 45.104 Scheidsrechter: Juan Loustau (ARG) |

|  |  |  |  |  |  |  |  |  |

### 1992
- Geen interlands gespeeld

### 1993
|                                                     |                                              |       |                      |                                                                                        |
| 31 maart Vriendschappelijk № 437 «onderlinge duels» | Chili                                        | 2 – 1 | Bolivia              | Estadio Carlos Dittborn, Arica Toeschouwers: 9.580 Scheidsrechter: Enrique Marín (CHI) |
| 31 maart Vriendschappelijk № 437 «onderlinge duels» | Fabián Estay 59' (pen.) José Luis Sierra 70' |       | 61' Juan Carlos Rios | Estadio Carlos Dittborn, Arica Toeschouwers: 9.580 Scheidsrechter: Enrique Marín (CHI) |

|                                                   |                    |       |                        |                                                                                          |
| 30 mei Vriendschappelijk № 438 «onderlinge duels» | Chili              | 1 – 1 | Colombia               | Estadio Nacional, Santiago Toeschouwers: 3.500 Scheidsrechter: Salvador Imperatore (CHI) |
| 30 mei Vriendschappelijk № 438 «onderlinge duels» | Fabián Guevara 48' |       | 71' Víctor Aristizábal | Estadio Nacional, Santiago Toeschouwers: 3.500 Scheidsrechter: Salvador Imperatore (CHI) |

|                                                   |                       |       |       |                                                                                    |
| 6 juni Vriendschappelijk № 439 «onderlinge duels» | Colombia              | 1 – 0 | Chili | Estadio El Campín, Bogota Toeschouwers: 35.000 Scheidsrechter: Jorge Zuluaga (COL) |
| 6 juni Vriendschappelijk № 439 «onderlinge duels» | Faustino Asprilla 55' |       |       | Estadio El Campín, Bogota Toeschouwers: 35.000 Scheidsrechter: Jorge Zuluaga (COL) |

|                                                   |                 |       |                                       |                                                                                            |
| 9 juni Vriendschappelijk № 440 «onderlinge duels» | Ecuador         | 1 – 2 | Chili                                 | Estadio Olímpico Atahualpa, Quito Toeschouwers: 45.000 Scheidsrechter: Ángel Guevara (ECU) |
| 9 juni Vriendschappelijk № 440 «onderlinge duels» | Raúl Avilés 29' |       | 23' Jaime Pizarro 25' Rodrigo Barrera | Estadio Olímpico Atahualpa, Quito Toeschouwers: 45.000 Scheidsrechter: Ángel Guevara (ECU) |

|                                                    |                         |       |                                                           |                                                                                       |
| 13 juni Vriendschappelijk № 441 «onderlinge duels» | Bolivia                 | 1 – 3 | Chili                                                     | Estadio Hernando Siles, La Paz Toeschouwers: 17.165 Scheidsrechter: René Ortube (BOL) |
| 13 juni Vriendschappelijk № 441 «onderlinge duels» | Marco Antonio Sandy 48' |       | 16' José Luis Sierra 31' Marco Figueroa 56' Juan Castillo | Estadio Hernando Siles, La Paz Toeschouwers: 17.165 Scheidsrechter: René Ortube (BOL) |

| Copa América 1993 |
| ----------------- |

|                                                       |                    |       |       |                                                                                                  |
| 18 juni Copa América Groep B № 442 «onderlinge duels» | Paraguay           | 1 – 0 | Chili | Estadio Alejandro Serrano Aguilar, Cuenca Toeschouwers: 20.000 Scheidsrechter: José Torres (COL) |
| 18 juni Copa América Groep B № 442 «onderlinge duels» | Roberto Cabañas 6' |       |       | Estadio Alejandro Serrano Aguilar, Cuenca Toeschouwers: 20.000 Scheidsrechter: José Torres (COL) |

|                                                       |                                                                |       |                         | |
| 21 juni Copa América Groep B № 443 «onderlinge duels» | Chili                                                          | 3 – 2 | Brazilië                | Estadio Alejandro Serrano Aguilar, Cuenca Toeschouwers: 23.000 Scheidsrechter: Alfredo Rodas (ECU) |
| 21 juni Copa América Groep B № 443 «onderlinge duels» | José Luis Sierra 15' Richard Zambrano 51' Richard Zambrano 59' |       | 36' Müller 55' Palhinha | Estadio Alejandro Serrano Aguilar, Cuenca Toeschouwers: 23.000 Scheidsrechter: Alfredo Rodas (ECU) |

|                                                       |       |                           |      |                                                                                                  |
| 24 juni Copa América Groep B № 444 «onderlinge duels» | Chili | 0 – 1                     | Peru | Estadio Alejandro Serrano Aguilar, Cuenca Toeschouwers: 20.000 Scheidsrechter: José Torres (COL) |
| 24 juni Copa América Groep B № 444 «onderlinge duels» |       | 14' (pen.) José del Solar |      | Estadio Alejandro Serrano Aguilar, Cuenca Toeschouwers: 20.000 Scheidsrechter: José Torres (COL) |

|  |  |  |  |  |  |  |  |  |

|                                                        |                                              |       |       |                                                                                                   |
| 8 september Vriendschappelijk № 445 «onderlinge duels» | Spanje                                       | 2 – 0 | Chili | Estadio José Rico Pérez, Alicante Toeschouwers: 35.000 Scheidsrechter: Vitor Manuel Pereira (POR) |
| 8 september Vriendschappelijk № 445 «onderlinge duels» | Julen Guerrero 61' Julen Guerrero 90' (pen.) |       |       | Estadio José Rico Pérez, Alicante Toeschouwers: 35.000 Scheidsrechter: Vitor Manuel Pereira (POR) |

### 1994
|                                                     |                                                               |       |                   |                                                                                     |
| 22 maart Vriendschappelijk № 446 «onderlinge duels» | Frankrijk                                                     | 3 – 1 | Chili             | Stade de Gerland, Lyon Toeschouwers: 32.000 Scheidsrechter: Juan Manuel Brito (ESP) |
| 22 maart Vriendschappelijk № 446 «onderlinge duels» | Jean-Pierre Papin 7' Youri Djorkaeff 36' Corentin Martins 50' |       | 11' Iván Zamorano | Stade de Gerland, Lyon Toeschouwers: 32.000 Scheidsrechter: Juan Manuel Brito (ESP) |

|                                  |               |                                            |       | |
| 26 maart Vriendschappelijk № 447 | Saoedi-Arabië | 0 – 2                                      | Chili | King Fahd International Stadium, Riyad Toeschouwers: 20.000 Scheidsrechter: Abdul Azid Doheil (KSA) |
| 26 maart Vriendschappelijk № 447 |               | 18' (pen.) Lukas Tudor 85' Raimundo Tupper |       | King Fahd International Stadium, Riyad Toeschouwers: 20.000 Scheidsrechter: Abdul Azid Doheil (KSA) |

|                                  |                                          |       |                                                    | |
| 30 maart Vriendschappelijk № 448 | Saoedi-Arabië                            | 2 – 2 | Chili                                              | King Fahd International Stadium, Riyad Toeschouwers: 18.000 Scheidsrechter: Hasan Al Bohairi (KSA) |
| 30 maart Vriendschappelijk № 448 | Sami Al-Jaber 65' Fahad Al-Ghashayan 86' |       | 29' (pen.) Mario Lepe 47' (e.d.) Muhammed Al-Qarni | King Fahd International Stadium, Riyad Toeschouwers: 18.000 Scheidsrechter: Hasan Al Bohairi (KSA) |

|                                  |                  |                                        |       |                                                                                           |
| 30 april Vriendschappelijk № 449 | Verenigde Staten | 0 – 2                                  | Chili | University Stadium, Albuquerque Toeschouwers: 15.610 Scheidsrechter: Raúl Gutiérrez (CRC) |
| 30 april Vriendschappelijk № 449 |                  | 45' Rodrigo Barrera 89' Pedro González |       | University Stadium, Albuquerque Toeschouwers: 15.610 Scheidsrechter: Raúl Gutiérrez (CRC) |

|                                |                                                           |       |                                                 |                                                                                          |
| 18 mei Vriendschappelijk № 450 | Chili                                                     | 3 – 3 | Argentinië                                      | Estadio Nacional, Santiago Toeschouwers: 54.558 Scheidsrechter: Eduaro Dluzniewski (URU) |
| 18 mei Vriendschappelijk № 450 | Rodrigo Barrera 33' Marcelo Salas 75' Rodrigo Barrera 80' |       | 8' José Chamot 65' Abel Balbo 84' Oscar Ruggeri | Estadio Nacional, Santiago Toeschouwers: 54.558 Scheidsrechter: Eduaro Dluzniewski (URU) |

|                                |                                       |       |               |                                                                                     |
| 25 mei Vriendschappelijk № 451 | Chili                                 | 2 – 1 | Peru          | Estadio Nacional, Santiago Toeschouwers: 23.832 Scheidsrechter: Sabino Fariña (PAR) |
| 25 mei Vriendschappelijk № 451 | Gabriel Mendoza 13' Iván Zamorano 45' |       | 14' José Soto | Estadio Nacional, Santiago Toeschouwers: 23.832 Scheidsrechter: Sabino Fariña (PAR) |

|                                                         |                        |       |                                      |                                                                                          |
| 21 september Vriendschappelijk № 452 «onderlinge duels» | Chili                  | 1 – 2 | Bolivia                              | Estadio Nacional, Santiago Toeschouwers: 12.072 Scheidsrechter: Francisco Lamolina (ARG) |
| 21 september Vriendschappelijk № 452 «onderlinge duels» | Lukas Tudor 56' (pen.) |       | 28' William Ramallo 81' Mario Pinedo | Estadio Nacional, Santiago Toeschouwers: 12.072 Scheidsrechter: Francisco Lamolina (ARG) |

|                                     |       |                                                              |            |                                                                                   |
| 16 november Vriendschappelijk № 453 | Chili | 0 – 3                                                        | Argentinië | Estadio Nacional, Santiago Toeschouwers: 21.842 Scheidsrechter: José Torres (COL) |
| 16 november Vriendschappelijk № 453 |       | 7' Sebastián Rambert 23' Marcelo Espina 79' Marcelo Escudero |            | Estadio Nacional, Santiago Toeschouwers: 21.842 Scheidsrechter: José Torres (COL) |

### 1995
|                                  |                                            |       |                 |                                                                                          |
| 29 maart Vriendschappelijk № 454 | Chili                                      | 2 – 1 | Mexico          | Memorial Coliseum, Los Angeles Toeschouwers: 59.180 Scheidsrechter: Arturo Angeles (USA) |
| 29 maart Vriendschappelijk № 454 | Marcelo Salas 12' Iván Zamorano 77' (pen.) |       | 33' Luis García | Memorial Coliseum, Los Angeles Toeschouwers: 59.180 Scheidsrechter: Arturo Angeles (USA) |

|                                  | |       |       |                                                                                       |
| 19 april Vriendschappelijk № 455 | Peru | 6 – 0 | Chili | Estadio Nacional, Lima Toeschouwers: 15.000 Scheidsrechter: Juan Carlos Lugones (BOL) |
| 19 april Vriendschappelijk № 455 | Flavio Maestri 2' Flavio Maestri 6' Ronald Baroni 28' Flavio Maestri 39' Ronald Baroni 66' Ronald Baroni 77' |       |       | Estadio Nacional, Lima Toeschouwers: 15.000 Scheidsrechter: Juan Carlos Lugones (BOL) |

|                                  |                   |       |                        |                                                                                          |
| 22 april Vriendschappelijk № 456 | Chili             | 1 – 1 | IJsland                | Estadio Germán Becker, Temuco Toeschouwers: 10.377 Scheidsrechter: Ernesto Filippi (URU) |
| 22 april Vriendschappelijk № 456 | Marcelo Salas 51' |       | 17' Arnar Gunnlaugsson | Estadio Germán Becker, Temuco Toeschouwers: 10.377 Scheidsrechter: Ernesto Filippi (URU) |

|                         |                                            |       |               |                                                                                       |
| 25 mei Canada Cup № 457 | Chili                                      | 2 – 1 | Noord-Ierland | Commonwealth Stadium, Edmonton Toeschouwers: 5.000 Scheidsrechter: Mike Seifert (CAN) |
| 25 mei Canada Cup № 457 | Esteban Valencia 74' Patricio Mardones 81' |       | 6' Iain Dowie | Commonwealth Stadium, Edmonton Toeschouwers: 5.000 Scheidsrechter: Mike Seifert (CAN) |

|                         |                       |       |                                        |                                                                                       |
| 28 mei Canada Cup № 458 | Canada                | 1 – 2 | Chili                                  | Commonwealth Stadium, Edmonton Toeschouwers: 17.150 Scheidsrechter: Tim Weyland (USA) |
| 28 mei Canada Cup № 458 | Paul Peschisolido 13' |       | 32' Esteban Valencia 87' Marcelo Salas | Commonwealth Stadium, Edmonton Toeschouwers: 17.150 Scheidsrechter: Tim Weyland (USA) |

|                               |                                                        |       |                 |                                                                                        |
| 16 juni Copa Centonario № 459 | Chili                                                  | 3 – 1 | Nieuw-Zeeland   | Estadio Regional, Antofagasta Toeschouwers: 28.325 Scheidsrechter: Ubaldo Aquino (PAR) |
| 16 juni Copa Centonario № 459 | Miguel Ramírez 23' Ronald Fuentes 37' Rodrigo Ruiz 68' |       | 36' Andy Rennie | Estadio Regional, Antofagasta Toeschouwers: 28.325 Scheidsrechter: Ubaldo Aquino (PAR) |

|                               |       |                        |          |                                                                                          |
| 19 juni Copa Centonario № 460 | Chili | 0 – 1                  | Paraguay | Estadio La Portada, La Serena Toeschouwers: 14.799 Scheidsrechter: Kenneth Wallace (NZL) |
| 19 juni Copa Centonario № 460 |       | 18' Julio César Enciso |          | Estadio La Portada, La Serena Toeschouwers: 14.799 Scheidsrechter: Kenneth Wallace (NZL) |

|                               |       |       |         |                                                                                   |
| 22 juni Copa Centonario № 461 | Chili | 0 – 0 | Turkije | Estadio Nacional, Santiago Toeschouwers: 5.000 Scheidsrechter: Saúl Feldman (URU) |
| 22 juni Copa Centonario № 461 |       |       |         | Estadio Nacional, Santiago Toeschouwers: 5.000 Scheidsrechter: Saúl Feldman (URU) |

| Copa América 1995 |
| ----------------- |

|                                   |                                   |       |                        |                                                                                            |
| 8 juli Copa América Groep C № 462 | Verenigde Staten                  | 2 – 1 | Chili                  | Estadio Parque Artigas, Paysandú Toeschouwers: 16.000 Scheidsrechter: Alberto Tejada (PER) |
| 8 juli Copa América Groep C № 462 | Eric Wynalda 14' Eric Wynalda 20' |       | 63' Sebastián Rozental | Estadio Parque Artigas, Paysandú Toeschouwers: 16.000 Scheidsrechter: Alberto Tejada (PER) |

|                                    |                                                                            |       |       |                                                                                                  |
| 11 juli Copa América Groep C № 463 | Argentinië                                                                 | 4 – 0 | Chili | Estadio Parque Artigas, Paysandú Toeschouwers: 16.000 Scheidsrechter: Arturo Brizio Carter (MEX) |
| 11 juli Copa América Groep C № 463 | Gabriel Batistuta 1' Diego Simeone 6' Gabriel Batistuta 51' Abel Balbo 54' |       |       | Estadio Parque Artigas, Paysandú Toeschouwers: 16.000 Scheidsrechter: Arturo Brizio Carter (MEX) |

|                                    |                                       |       |                             |                                                                                            |
| 14 juli Copa América Groep C № 464 | Bolivia                               | 2 – 2 | Chili                       | Estadio Parque Artigas, Paysandú Toeschouwers: 11.000 Scheidsrechter: Alberto Tejada (PER) |
| 14 juli Copa América Groep C № 464 | Miguel Mercado 78' Mauricio Ramos 87' |       | 55' Ivo Basay 61' Ivo Basay | Estadio Parque Artigas, Paysandú Toeschouwers: 11.000 Scheidsrechter: Alberto Tejada (PER) |

|  |  |  |  |  |  |  |  |  |

|                                    |                                                 |       |        |                                                                                           |
| 11 oktober Vriendschappelijk № 465 | Chili                                           | 2 – 0 | Canada | Estadio Municipal, Concepción Toeschouwers: 11.700 Scheidsrechter: Javier Castrilli (ARG) |
| 11 oktober Vriendschappelijk № 465 | Sebastián Rozental 47' (pen.) Marcelo Salas 67' |       |        | Estadio Municipal, Concepción Toeschouwers: 11.700 Scheidsrechter: Javier Castrilli (ARG) |

### 1996
|                                                       |                   |       |                   |                                                                                              |
| 3 februari Vriendschappelijk № 466 «onderlinge duels» | Bolivia           | 1 – 1 | Chili             | Estadio Félix Capriles, Cochabamba Toeschouwers: 24.130 Scheidsrechter: Armando Aliaga (BOL) |
| 3 februari Vriendschappelijk № 466 «onderlinge duels» | Berthy Suárez 31' |       | 49' Javier Margas | Estadio Félix Capriles, Cochabamba Toeschouwers: 24.130 Scheidsrechter: Armando Aliaga (BOL) |

|                                                       |                                        |       |                       |                                                                                        |
| 7 februari Vriendschappelijk № 467 «onderlinge duels» | Chili                                  | 2 – 1 | Mexico                | Estadio Sausalito, Viña del Mar Toeschouwers: 22.000 Scheidsrechter: Julio Matto (URU) |
| 7 februari Vriendschappelijk № 467 «onderlinge duels» | Rodrigo Goldberg 44' Jaime Ramírez 67' |       | 22' Cuauhtémoc Blanco | Estadio Sausalito, Viña del Mar Toeschouwers: 22.000 Scheidsrechter: Julio Matto (URU) |

|                                                        |                                                                                      |       |      |                                                                                                   |
| 14 februari Vriendschappelijk № 468 «onderlinge duels» | Chili                                                                                | 4 – 0 | Peru | Estadio Sánchez Rumoroso, Coquimbo Toeschouwers: 14.000 Scheidsrechter: Luis Héctor Oliveto (ARG) |
| 14 februari Vriendschappelijk № 468 «onderlinge duels» | Marcelo Salas 4' Pablo Galdames 22' (pen.) Rodrigo Goldberg 46' Rodrigo Goldberg 58' |       |      | Estadio Sánchez Rumoroso, Coquimbo Toeschouwers: 14.000 Scheidsrechter: Luis Héctor Oliveto (ARG) |

|                                                     |                                                          |       |           |                                                                                         |
| 23 april Vriendschappelijk № 469 «onderlinge duels» | Chili                                                    | 3 – 0 | Australië | Estadio Regional, Antofagasta Toeschouwers: 30.000 Scheidsrechter: Roberto Ruscio (ARG) |
| 23 april Vriendschappelijk № 469 «onderlinge duels» | Iván Zamorano 52' Esteban Valencia 62' Iván Zamorano 82' |       |           | Estadio Regional, Antofagasta Toeschouwers: 30.000 Scheidsrechter: Roberto Ruscio (ARG) |

|                                                   |                                     |       |         |                                                                                           |
| 26 mei Vriendschappelijk № 470 «onderlinge duels» | Chili                               | 2 – 0 | Bolivia | Estadio Nacional, Santiago Toeschouwers: 24.307 Scheidsrechter: Luis Héctor Oliveto (ARG) |
| 26 mei Vriendschappelijk № 470 «onderlinge duels» | Marcelo Salas 32' Marcelo Salas 38' |       |         | Estadio Nacional, Santiago Toeschouwers: 24.307 Scheidsrechter: Luis Héctor Oliveto (ARG) |

|                                                 |                 |       |                   |                                                                                          |
| 2 juni WK-kwalificatie № 471 «onderlinge duels» | Venezuela       | 1 – 1 | Chili             | Estadio La Carolina, Barinas Toeschouwers: 8.074 Scheidsrechter: Epifanio González (PAR) |
| 2 juni WK-kwalificatie № 471 «onderlinge duels» | Diony Guerra 8' |       | 89' Javier Margas | Estadio La Carolina, Barinas Toeschouwers: 8.074 Scheidsrechter: Epifanio González (PAR) |

|                                                 |                                                                        |       |                   |                                                                                  |
| 7 juli WK-kwalificatie № 472 «onderlinge duels» | Chili                                                                  | 4 – 1 | Ecuador           | Estadio Nacional, Santiago Toeschouwers: 69.000 Scheidsrechter: Pablo Peña (BOL) |
| 7 juli WK-kwalificatie № 472 «onderlinge duels» | Iván Zamorano 25' Marcelo Salas 75' Fabián Estay 83' Iván Zamorano 86' |       | 73' Álex Aguinaga | Estadio Nacional, Santiago Toeschouwers: 69.000 Scheidsrechter: Pablo Peña (BOL) |

|                                                        |                            |       |                   |                                                                                              |
| 26 augustus Vriendschappelijk № 473 «onderlinge duels» | Costa Rica                 | 1 – 1 | Chili             | Estadio Edgardo Baltodano, Liberia Toeschouwers: 7.000 Scheidsrechter: Rodrigo Badilla (CRC) |
| 26 augustus Vriendschappelijk № 473 «onderlinge duels» | Rónald González 54' (pen.) |       | 80' Marcelo Salas | Estadio Edgardo Baltodano, Liberia Toeschouwers: 7.000 Scheidsrechter: Rodrigo Badilla (CRC) |

|                                                      |                                                                                     |       |                   |                                                                                                |
| 1 september WK-kwalificatie № 474 «onderlinge duels» | Colombia                                                                            | 4 – 1 | Chili             | Estadio Metropolitano, Barranquilla Toeschouwers: 34.000 Scheidsrechter: Sidrack Marinho (BRA) |
| 1 september WK-kwalificatie № 474 «onderlinge duels» | Faustino Asprilla 3' Faustino Asprilla 31' Jorge Bermúdez 43' Faustino Asprilla 47' |       | 56' Iván Zamorano | Estadio Metropolitano, Barranquilla Toeschouwers: 34.000 Scheidsrechter: Sidrack Marinho (BRA) |

|                                                    |                                          |       |                   |                                                                                              |
| 9 oktober WK-kwalificatie № 475 «onderlinge duels» | Paraguay                                 | 2 – 1 | Chili             | Estadio Defensores del Chaco, Asunción Toeschouwers: 45.000 Scheidsrechter: Óscar Ruiz (COL) |
| 9 oktober WK-kwalificatie № 475 «onderlinge duels» | Carlos Gamarra 24' Catalino Rivarola 63' |       | 22' Javier Margas | Estadio Defensores del Chaco, Asunción Toeschouwers: 45.000 Scheidsrechter: Óscar Ruiz (COL) |

|                                                      |                   |       |         |                                                                                     |
| 12 november WK-kwalificatie № 476 «onderlinge duels» | Chili             | 1 – 0 | Uruguay | Estadio Nacional, Santiago Toeschouwers: 73.547 Scheidsrechter: Ángel Guevara (ECU) |
| 12 november WK-kwalificatie № 476 «onderlinge duels» | Marcelo Salas 58' |       |         | Estadio Nacional, Santiago Toeschouwers: 73.547 Scheidsrechter: Ángel Guevara (ECU) |

|                                                      |                              |       |                      |                                                                                           |
| 15 december WK-kwalificatie № 477 «onderlinge duels» | Argentinië                   | 1 – 1 | Chili                | Estadio Monumental, Buenos Aires Toeschouwers: 59.970 Scheidsrechter: Ubaldo Aquino (PAR) |
| 15 december WK-kwalificatie № 477 «onderlinge duels» | Gabriel Batistuta 70' (pen.) |       | 52' Fernando Cornejo | Estadio Monumental, Buenos Aires Toeschouwers: 59.970 Scheidsrechter: Ubaldo Aquino (PAR) |

### 1997
|                                                      | |       |         |                                                                                          |
| 4 januari Vriendschappelijk № 478 «onderlinge duels» | Chili | 7 – 0 | Armenië | Estadio Sausalito, Viña del Mar Toeschouwers: 17.726 Scheidsrechter: Mario Sánchez (CHI) |
| 4 januari Vriendschappelijk № 478 «onderlinge duels» | Fernando Vergara 4' Cristían Castañeda 19' Fernando Vergara 44' Jaime Riveros 68' Jaime Riveros 73' Fernando Cornejo 80' Pedro González 88' |       |         | Estadio Sausalito, Viña del Mar Toeschouwers: 17.726 Scheidsrechter: Mario Sánchez (CHI) |

|                                                     |                                         |       |                   |                                                                                     |
| 12 januari WK-kwalificatie № 479 «onderlinge duels» | Peru                                    | 2 – 1 | Chili             | Estadio Nacional, Lima Toeschouwers: 35.373 Scheidsrechter: José Luis da Rosa (URU) |
| 12 januari WK-kwalificatie № 479 «onderlinge duels» | Flavio Maestri 15' Roberto Palacios 34' |       | 88' Iván Zamorano | Estadio Nacional, Lima Toeschouwers: 35.373 Scheidsrechter: José Luis da Rosa (URU) |

|                                                       |                                                    |       |                                     |                                                                                  |
| 26 januari Vriendschappelijk № 480 «onderlinge duels» | Chili                                              | 3 – 2 | Honduras                            | Estadio Nacional, Santiago Toeschouwers: 15.000 Scheidsrechter: Guido Aros (CHI) |
| 26 januari Vriendschappelijk № 480 «onderlinge duels» | Rodrigo Goldberg 15' Italo Díaz 43' Eros Pérez 67' |       | 34' Milton Flores 90' Milton Flores | Estadio Nacional, Santiago Toeschouwers: 15.000 Scheidsrechter: Guido Aros (CHI) |

|                                                      |                    |       |                    |                                                                                          |
| 12 februari WK-kwalificatie № 481 «onderlinge duels» | Bolivia            | 1 – 1 | Chili              | Estadio Hernando Siles, La Paz Toeschouwers: 41.908 Scheidsrechter: Alberto Tejada (PER) |
| 12 februari WK-kwalificatie № 481 «onderlinge duels» | Vladimir Soria 28' |       | 44' Pedro González | Estadio Hernando Siles, La Paz Toeschouwers: 41.908 Scheidsrechter: Alberto Tejada (PER) |

|                                                    |                                                       |       |       |                                                                                          |
| 2 april Vriendschappelijk № 482 «onderlinge duels» | Brazilië                                              | 4 – 0 | Chili | Estádio Mané Garrincha, Brasília Toeschouwers: 57.000 Scheidsrechter: Carlos Simon (BRA) |
| 2 april Vriendschappelijk № 482 «onderlinge duels» | Ronaldo 8' Romário 39' Ronaldo 57' (pen.) Romário 65' |       |       | Estádio Mané Garrincha, Brasília Toeschouwers: 57.000 Scheidsrechter: Carlos Simon (BRA) |

|                                                   | |       |           |                                                                                         |
| 29 april WK-kwalificatie № 483 «onderlinge duels» | Chili | 6 – 0 | Venezuela | Estadio Monumental, Santiago Toeschouwers: 42.034 Scheidsrechter: Gilberto Alcalá (MEX) |
| 29 april WK-kwalificatie № 483 «onderlinge duels» | Iván Zamorano 19' Iván Zamorano 27' Iván Zamorano 32' Iván Zamorano 47' Pedro Reyes 66' Iván Zamorano 85' |       |           | Estadio Monumental, Santiago Toeschouwers: 42.034 Scheidsrechter: Gilberto Alcalá (MEX) |

|                                                 |                    |       |                   |                                                                                               |
| 8 juni WK-kwalificatie № 484 «onderlinge duels» | Ecuador            | 1 – 1 | Chili             | Estadio Olimpico Atahualpa, Quito Toeschouwers: 42.225 Scheidsrechter: Benito Archundia (MEX) |
| 8 juni WK-kwalificatie № 484 «onderlinge duels» | Ariel Graziani 43' |       | 53' Marcelo Salas | Estadio Olimpico Atahualpa, Quito Toeschouwers: 42.225 Scheidsrechter: Benito Archundia (MEX) |

| Copa América 1997 |
| ----------------- |

|                                                       |                   |       |       |                                                                                           |
| 11 juni Copa América Groep A № 485 «onderlinge duels» | Paraguay          | 1 – 0 | Chili | Estadio Félix Capriles, Cochabamba Toeschouwers: 18.000 Scheidsrechter: René Ortube (BOL) |
| 11 juni Copa América Groep A № 485 «onderlinge duels» | Roberto Acuña 28' |       |       | Estadio Félix Capriles, Cochabamba Toeschouwers: 18.000 Scheidsrechter: René Ortube (BOL) |

|                                                       |                                       |       |       |                                                                                              |
| 14 juni Copa América Groep A № 486 «onderlinge duels» | Argentinië                            | 2 – 0 | Chili | Estadio Félix Capriles, Cochabamba Toeschouwers: 8.000 Scheidsrechter: Antônio Pereira (BRA) |
| 14 juni Copa América Groep A № 486 «onderlinge duels» | Sergio Berti 83' Marcelo Gallardo 86' |       |       | Estadio Félix Capriles, Cochabamba Toeschouwers: 8.000 Scheidsrechter: Antônio Pereira (BRA) |

|                                                       |                      |       |                                    |                                                                                              |
| 17 juni Copa América Groep A № 487 «onderlinge duels» | Chili                | 1 – 2 | Ecuador                            | Estadio Félix Capriles, Cochabamba Toeschouwers: 5.000 Scheidsrechter: Rafael Sanabria (COL) |
| 17 juni Copa América Groep A № 487 «onderlinge duels» | Fernando Vergara 51' |       | 32' Ariel Graziani 55' José Gavica | Estadio Félix Capriles, Cochabamba Toeschouwers: 5.000 Scheidsrechter: Rafael Sanabria (COL) |

|  |  |  |  |  |  |  |  |  |

|                                                 |                                                                         |       |                     |                                                                                       |
| 5 juli WK-kwalificatie № 488 «onderlinge duels» | Chili                                                                   | 4 – 1 | Colombia            | Estadio Nacional, Santiago Toeschouwers: 70.647 Scheidsrechter: Paolo Borgosano (VEN) |
| 5 juli WK-kwalificatie № 488 «onderlinge duels» | Marcelo Salas 16' Marcelo Salas 26' Marcelo Salas 41' Iván Zamorano 90' |       | 52' Hamilton Ricard | Estadio Nacional, Santiago Toeschouwers: 70.647 Scheidsrechter: Paolo Borgosano (VEN) |

|                                                  |                                           |       |                   |                                                                                        |
| 20 juli WK-kwalificatie № 489 «onderlinge duels» | Chili                                     | 2 – 1 | Paraguay          | Estadio Nacional, Santiago Toeschouwers: 75.143 Scheidsrechter: Rafael Torrealba (VEN) |
| 20 juli WK-kwalificatie № 489 «onderlinge duels» | Iván Zamorano 8' (pen.) Iván Zamorano 51' |       | 61' Hugo Brizuela | Estadio Nacional, Santiago Toeschouwers: 75.143 Scheidsrechter: Rafael Torrealba (VEN) |

|                                                      |                   |       |     |                                                                                           |
| 20 augustus WK-kwalificatie № 490 «onderlinge duels» | Uruguay           | 1 – 0 | CHI | Estadio Centenario, Montevideo Toeschouwers: 35.000 Scheidsrechter: Antônio Pereira (BRA) |
| 20 augustus WK-kwalificatie № 490 «onderlinge duels» | Marcelo Otero 20' |       |     | Estadio Centenario, Montevideo Toeschouwers: 35.000 Scheidsrechter: Antônio Pereira (BRA) |

|                                                       |                   |       |                                        |                                                                                         |
| 10 september WK-kwalificatie № 491 «onderlinge duels» | Chili             | 1 – 2 | Argentinië                             | Estadio Nacional, Santiago Toeschouwers: 80.000 Scheidsrechter: Francisco Dacildo (BRA) |
| 10 september WK-kwalificatie № 491 «onderlinge duels» | Marcelo Salas 34' |       | 25' Marcelo Gallardo 85' Claudio López | Estadio Nacional, Santiago Toeschouwers: 80.000 Scheidsrechter: Francisco Dacildo (BRA) |

|                                                     |                                                                       |       |      |                                                                                      |
| 12 oktober WK-kwalificatie № 492 «onderlinge duels» | Chili                                                                 | 4 – 0 | Peru | Estadio Nacional, Santiago Toeschouwers: 70.000 Scheidsrechter: Márcio Rezende (BRA) |
| 12 oktober WK-kwalificatie № 492 «onderlinge duels» | Marcelo Salas 13' Pedro Reyes 57' Marcelo Salas 82' Marcelo Salas 87' |       |      | Estadio Nacional, Santiago Toeschouwers: 70.000 Scheidsrechter: Márcio Rezende (BRA) |

|                                                       |                                                                         |       |                          |                                                                                            |
| 7 november Vriendschappelijk № 493 «onderlinge duels» | Chili                                                                   | 4 – 1 | Guatemala                | Estadio Regional, Antofagasta Toeschouwers: 26.399 Scheidsrechter: Juan Carlos Lemus (CHI) |
| 7 november Vriendschappelijk № 493 «onderlinge duels» | Javier Margas 26' Claudio Núñez 28' Claudio Núñez 30' Claudio Núñez 71' |       | 58' (pen.) Martín Machón | Estadio Regional, Antofagasta Toeschouwers: 26.399 Scheidsrechter: Juan Carlos Lemus (CHI) |

|                                                      |                                                        |       |         |                                                                                       |
| 16 november WK-kwalificatie № 494 «onderlinge duels» | Chili                                                  | 3 – 0 | Bolivia | Estadio Nacional, Santiago Toeschouwers: 74.777 Scheidsrechter: Wilson Mendonça (BRA) |
| 16 november WK-kwalificatie № 494 «onderlinge duels» | Rodrigo Barrera 23' Marcelo Salas 40' Juan Carreño 83' |       |         | Estadio Nacional, Santiago Toeschouwers: 74.777 Scheidsrechter: Wilson Mendonça (BRA) |

### 1998
|                                                   |                      |       |                 |                                                                                    |
| 31 januari Carlsberg Cup № 495 «onderlinge duels» | Iran                 | 1 – 1 | Chili           | Hong Kong Stadium, Hongkong Toeschouwers: 30.000 Scheidsrechter: Hugh Dallas (SCO) |
| 31 januari Carlsberg Cup № 495 «onderlinge duels» | Mehdi Mahdavikia 21' |       | 6' Manuel Neira | Hong Kong Stadium, Hongkong Toeschouwers: 30.000 Scheidsrechter: Hugh Dallas (SCO) |

|                                                       |               |       |       |                                                                                     |
| 4 februari Vriendschappelijk № 496 «onderlinge duels» | Nieuw-Zeeland | 0 – 0 | Chili | Ericsson Stadium, Auckland Toeschouwers: 8.000 Scheidsrechter: Brian Precious (NZL) |
| 4 februari Vriendschappelijk № 496 «onderlinge duels» |               |       |       | Ericsson Stadium, Auckland Toeschouwers: 8.000 Scheidsrechter: Brian Precious (NZL) |

|                                                       |           |                    |       |                                                                                |
| 7 februari Vriendschappelijk № 497 «onderlinge duels» | Australië | 0 – 1              | Chili | Olympic Park, Sydney Toeschouwers: 12.000 Scheidsrechter: Gerry Connolly (AUS) |
| 7 februari Vriendschappelijk № 497 «onderlinge duels» |           | 18' Clarence Acuña |       | Olympic Park, Sydney Toeschouwers: 12.000 Scheidsrechter: Gerry Connolly (AUS) |

|                                                        |          |                                     |       |                                                                                   |
| 11 februari Vriendschappelijk № 498 «onderlinge duels» | Engeland | 0 – 2                               | Chili | Wembley Stadium, Londen Toeschouwers: 65.228 Scheidsrechter: Ryszard Wójcik (POL) |
| 11 februari Vriendschappelijk № 498 «onderlinge duels» |          | 45' Marcelo Salas 79' Marcelo Salas |       | Wembley Stadium, Londen Toeschouwers: 65.228 Scheidsrechter: Ryszard Wójcik (POL) |

|                                                     |                                     |       |                                         |                                                                                        |
| 22 april Vriendschappelijk № 499 «onderlinge duels» | Chili                               | 2 – 2 | Colombia                                | Estadio Nacional, Santiago Toeschouwers: 30.000 Scheidsrechter: Horacio Elizondo (ARG) |
| 22 april Vriendschappelijk № 499 «onderlinge duels» | Javier Margas 21' Marcelo Salas 84' |       | 79' Léider Preciado 82' Léider Preciado | Estadio Nacional, Santiago Toeschouwers: 30.000 Scheidsrechter: Horacio Elizondo (ARG) |

|                                                     |                   |       |          |                                                                                   |
| 29 april Vriendschappelijk № 500 «onderlinge duels» | Chili             | 1 – 0 | Litouwen | Estadio Nacional, Santiago Toeschouwers: 7.000 Scheidsrechter: Daniel Bello (URU) |
| 29 april Vriendschappelijk № 500 «onderlinge duels» | Claudio Núñez 90' |       |          | Estadio Nacional, Santiago Toeschouwers: 7.000 Scheidsrechter: Daniel Bello (URU) |

|                                                   |                       |       |       |                                                                                               |
| 19 mei Vriendschappelijk № 501 «onderlinge duels» | Argentinië            | 1 – 0 | Chili | Estadio Malvinas Argentinas, Mendoza Toeschouwers: 43.872 Scheidsrechter: Ubaldo Aquino (PAR) |
| 19 mei Vriendschappelijk № 501 «onderlinge duels» | Gabriel Batistuta 47' |       |       | Estadio Malvinas Argentinas, Mendoza Toeschouwers: 43.872 Scheidsrechter: Ubaldo Aquino (PAR) |

|                                                   |                                    |       |                                                 |                                                                                          |
| 24 mei Vriendschappelijk № 502 «onderlinge duels» | Chili                              | 2 – 2 | Uruguay                                         | Estadio Nacional, Santiago Toeschouwers: 61.528 Scheidsrechter: José Antonio Arana (PER) |
| 24 mei Vriendschappelijk № 502 «onderlinge duels» | Iván Zamorano 9' Marcelo Salas 26' |       | 63' (pen.) Nicolás Olivera 85' Marcelo Zalayeta | Estadio Nacional, Santiago Toeschouwers: 61.528 Scheidsrechter: José Antonio Arana (PER) |

|                                                   |                                                          |       |                                     |                                                                                   |
| 31 mei Vriendschappelijk № 503 «onderlinge duels» | Chili                                                    | 3 – 2 | Tunesië                             | Stade Municipal, Montélimar Toeschouwers: 6.000 Scheidsrechter: Remi Harrel (FRA) |
| 31 mei Vriendschappelijk № 503 «onderlinge duels» | Marcelo Salas 60' José Luis Sierra 85' Iván Zamorano 90' |       | 47' Hatem Trabelsi 67' Adel Sellimi | Stade Municipal, Montélimar Toeschouwers: 6.000 Scheidsrechter: Remi Harrel (FRA) |

|                                                   |                   |       |                    |                                                                                             |
| 4 juni Vriendschappelijk № 504 «onderlinge duels» | Chili             | 1 – 1 | Marokko            | Stade Pierre-de-Coubertin, Avignon Toeschouwers: 6.000 Scheidsrechter: Bernard Saules (FRA) |
| 4 juni Vriendschappelijk № 504 «onderlinge duels» | Marcelo Salas 90' |       | 61' Mustapha Hadji | Stade Pierre-de-Coubertin, Avignon Toeschouwers: 6.000 Scheidsrechter: Bernard Saules (FRA) |

| WK voetbal 1998 |
| --------------- |

|                                                       |                                        |                    |                                     |                                                                                       |
| 11 juni WK-eindronde Groep B № 505 «onderlinge duels» | Italië                                 | 2 – 2              | Chili                               | Stade Lescure, Bordeaux Toeschouwers: 31.800 Scheidsrechter: Lucien Bouchardeau (NGR) |
| 11 juni WK-eindronde Groep B № 505 «onderlinge duels» | Christian Vieri 10' Roberto Baggio 85' | (wedstrijdverslag) | 45' Marcelo Salas 50' Marcelo Salas | Stade Lescure, Bordeaux Toeschouwers: 31.800 Scheidsrechter: Lucien Bouchardeau (NGR) |

|                                                       |                   |                    |                    | |
| 17 juni WK-eindronde Groep B № 506 «onderlinge duels» | Chili             | 1 – 1              | Oostenrijk         | Stade Geoffroy-Guichard, Saint-Étienne Toeschouwers: 30.600 Scheidsrechter: Gamal El Ghandour (EGY) |
| 17 juni WK-eindronde Groep B № 506 «onderlinge duels» | Marcelo Salas 70' | (wedstrijdverslag) | 90+2' Ivica Vastic | Stade Geoffroy-Guichard, Saint-Étienne Toeschouwers: 30.600 Scheidsrechter: Gamal El Ghandour (EGY) |

|                                                       |                      |                    |                   |                                                                                        |
| 23 juni WK-eindronde Groep B № 507 «onderlinge duels» | Chili                | 1 – 1              | Kameroen          | Stade de la Beaujoire, Nantes Toeschouwers: 39.500 Scheidsrechter: László Vágner (HUN) |
| 23 juni WK-eindronde Groep B № 507 «onderlinge duels» | José Luis Sierra 20' | (wedstrijdverslag) | 55' Patrick Mboma | Stade de la Beaujoire, Nantes Toeschouwers: 39.500 Scheidsrechter: László Vágner (HUN) |

|                                                               |                                                                    |                    |                   |                                                                                |
| 27 juni WK-eindronde Achtste finales № 508 «onderlinge duels» | Brazilië                                                           | 4 – 1              | Chili             | Parc des Princes, Parijs Toeschouwers: 49.500 Scheidsrechter: Marc Batta (FRA) |
| 27 juni WK-eindronde Achtste finales № 508 «onderlinge duels» | César Sampaio 11' César Sampaio 27' Ronaldo 45' (pen.) Ronaldo 70' | (wedstrijdverslag) | 68' Marcelo Salas | Parc des Princes, Parijs Toeschouwers: 49.500 Scheidsrechter: Marc Batta (FRA) |

|  |  |  |  |  |  |  |  |  |

### 1999
|                                                        |                          |       |                  |                                                                                               |
| 17 februari Vriendschappelijk № 509 «onderlinge duels» | Guatemala                | 1 – 1 | Chili            | Estadio Mateo Flores, Guatemala-Stad Toeschouwers: 25.000 Scheidsrechter: Carlos Batres (GUA) |
| 17 februari Vriendschappelijk № 509 «onderlinge duels» | Martín Machón 89' (pen.) |       | 43' Manuel Neira | Estadio Mateo Flores, Guatemala-Stad Toeschouwers: 25.000 Scheidsrechter: Carlos Batres (GUA) |

|                                                        |                               |       |                    |                                                                                               |
| 21 februari Vriendschappelijk № 510 «onderlinge duels» | Verenigde Staten              | 2 – 1 | Chili              | Lockhart Stadium, Fort Lauderdale Toeschouwers: 14.896 Scheidsrechter: Pascal Rebolledo (MEX) |
| 21 februari Vriendschappelijk № 510 «onderlinge duels» | Ben Olsen 58' Eddie Lewis 65' |       | 64' Roberto Cartés | Lockhart Stadium, Fort Lauderdale Toeschouwers: 14.896 Scheidsrechter: Pascal Rebolledo (MEX) |

|                                                     |                               |       |                   |                                                                                               |
| 28 april Vriendschappelijk № 511 «onderlinge duels» | Bolivia                       | 1 – 1 | Chili             | Estadio Félix Capriles, Cochabamba Toeschouwers: 32.000 Scheidsrechter: José Luis Arana (PER) |
| 28 april Vriendschappelijk № 511 «onderlinge duels» | Víctor Hugo Antelo 18' (pen.) |       | 65' David Pizarro | Estadio Félix Capriles, Cochabamba Toeschouwers: 32.000 Scheidsrechter: José Luis Arana (PER) |

|                                                   |                                                            |       |            |                                                                                     |
| 29 mei Vriendschappelijk № 512 «onderlinge duels» | Chili                                                      | 3 – 0 | Costa Rica | Estadio Municipal, Concepción Toeschouwers: 22.110 Scheidsrechter: Guido Aros (CHI) |
| 29 mei Vriendschappelijk № 512 «onderlinge duels» | Clarence Acuña 45' Esteban Valencia 59' Pedro González 74' |       |            | Estadio Municipal, Concepción Toeschouwers: 22.110 Scheidsrechter: Guido Aros (CHI) |

|                                                    |                   |       |         |                                                                                       |
| 20 juni Vriendschappelijk № 513 «onderlinge duels» | Chili             | 1 – 0 | Bolivia | Estadio Nacional, Santiago Toeschouwers: 25.000 Scheidsrechter: Jorge Larrionda (URU) |
| 20 juni Vriendschappelijk № 513 «onderlinge duels» | Raúl Palacios 13' |       |         | Estadio Nacional, Santiago Toeschouwers: 25.000 Scheidsrechter: Jorge Larrionda (URU) |

|                                                    |       |       |         |                                                                                      |
| 22 juni Vriendschappelijk № 513 «onderlinge duels» | Chili | 0 – 0 | Ecuador | Estadio Nacional, Santiago Toeschouwers: 23.282 Scheidsrechter: Daniel Giménez (ARG) |
| 22 juni Vriendschappelijk № 513 «onderlinge duels» |       |       |         | Estadio Nacional, Santiago Toeschouwers: 23.282 Scheidsrechter: Daniel Giménez (ARG) |

| Copa América 1999 |
| ----------------- |

|                                                       |       |                    |        | |
| 30 juni Copa América Groep B № 515 «onderlinge duels» | Chili | 0 – 1              | Mexico | Estadio Antonio Oddone Sarubbi, Cd del Este Toeschouwers: 20.000 Scheidsrechter: Horacio Elizondo (ARG) |
| 30 juni Copa América Groep B № 515 «onderlinge duels» |       | 59' Luis Hernández |        | Estadio Antonio Oddone Sarubbi, Cd del Este Toeschouwers: 20.000 Scheidsrechter: Horacio Elizondo (ARG) |

|                                                      |                                                            |       |           |                                                                                                  |
| 3 juli Copa América Groep B № 516 «onderlinge duels» | Chili                                                      | 3 – 0 | Venezuela | Estadio Antonio Oddone Sarubbi, Cd del Este Toeschouwers: 14.000 Scheidsrechter: Juan Luna (BOL) |
| 3 juli Copa América Groep B № 516 «onderlinge duels» | Iván Zamorano 5' Fabián Estay 21' Edson Tortolero 66' (ed) |       |           | Estadio Antonio Oddone Sarubbi, Cd del Este Toeschouwers: 14.000 Scheidsrechter: Juan Luna (BOL) |

|                                                      |                    |       |       | |
| 6 juli Copa América Groep B № 517 «onderlinge duels» | Brazilië           | 1 – 0 | Chili | Estadio Antonio Oddone Sarubbi, Cd del Este Toeschouwers: 10.000 Scheidsrechter: Horacio Elizondo (ARG) |
| 6 juli Copa América Groep B № 517 «onderlinge duels» | Ronaldo 36' (pen.) |       |       | Estadio Antonio Oddone Sarubbi, Cd del Este Toeschouwers: 10.000 Scheidsrechter: Horacio Elizondo (ARG) |

|                                                           |                                    |       |                                                   |                                                                                             |
| 11 juli Copa América Kwartfinale № 518 «onderlinge duels» | Colombia                           | 2 – 3 | Chili                                             | Estadio Feliciano Cáceres, Luque Toeschouwers: 3.000 Scheidsrechter: Benito Archundia (MEX) |
| 11 juli Copa América Kwartfinale № 518 «onderlinge duels» | Jorge Bolaño 8' Víctor Bonilla 35' |       | 25' Pedro Reyes 50' Pedro Reyes 65' Iván Zamorano | Estadio Feliciano Cáceres, Luque Toeschouwers: 3.000 Scheidsrechter: Benito Archundia (MEX) |

|                                                            |                                                                                  |       |                                                      |                                                                                                |
| 13 juli Copa América Halve finale № 519 «onderlinge duels» | Uruguay                                                                          | 1 – 1 | Chili                                                | Estadio Defensores del Chaco, Asunción Toeschouwers: 7.000 Scheidsrechter: Ubaldo Aquino (PAR) |
| 13 juli Copa América Halve finale № 519 «onderlinge duels» | Alejandro Lembo 22'                                                              |       | 73' Iván Zamorano                                    | Estadio Defensores del Chaco, Asunción Toeschouwers: 7.000 Scheidsrechter: Ubaldo Aquino (PAR) |
| 13 juli Copa América Halve finale № 519 «onderlinge duels» | Strafschoppen                                                                    |       |                                                      | Estadio Defensores del Chaco, Asunción Toeschouwers: 7.000 Scheidsrechter: Ubaldo Aquino (PAR) |
| 13 juli Copa América Halve finale № 519 «onderlinge duels» | Martín Del Campo Gianni Guigou Diego Alonso Marcelo Zalayeta Federico Magallanes | 5 – 3 | Jorge Vargas Mauricio Aros David Pizarro Pedro Reyes | Estadio Defensores del Chaco, Asunción Toeschouwers: 7.000 Scheidsrechter: Ubaldo Aquino (PAR) |

|                                                            |                   |       |                                          |                                                                                                   |
| 17 juli Copa América Troostfinale № 520 «onderlinge duels» | Chili             | 1 – 2 | Mexico                                   | Estadio Defensores del Chaco, Asunción Toeschouwers: 2.500 Scheidsrechter: Horacio Elizondo (ARG) |
| 17 juli Copa América Troostfinale № 520 «onderlinge duels» | Raúl Palacios 81' |       | 26' Francisco Palencia 87' Miguel Zepeda | Estadio Defensores del Chaco, Asunción Toeschouwers: 2.500 Scheidsrechter: Horacio Elizondo (ARG) |

|  |  |  |  |  |  |  |  |  |

FFCh · A-internationals · Selecties · Bondscoaches · Chileens vrouwenelftal · Olympisch elftal · Chili U21 · Chili U20 · Chili U19 · Chili U18 · Chili U17
1910 – 1919 ·
1920 – 1929 ·
1930 – 1939 ·
1940 – 1949 ·
1950 – 1959 ·
1960 – 1969 ·
1970 – 1979 ·
1980 – 1989 ·
1990 – 1999 ·
2000 – 2009 ·
2010 – 2019 ·
2020 – 2029
WK 1930 · 
WK 1950 · 
WK 1962 · 
WK 1966 · 
WK 1974 · 
WK 1982 · 
WK 1998 · 
WK 2010 · 
WK 2014
OS 1928 · 
OS 1952 · 
OS 1984 · 
OS 2000
1910 · 
1911 · 1912 · 
1913 · 
1914 · 1915 · 
1916 · 
1917 · 
1918 · 
1919 · 
1920 · 
1921 · 
1922 · 
1923 · 
1924 · 
1925 · 
1926 · 
1927 · 
1928 · 
1929 · 
1930 · 
1931 · 1932 · 1933 · 1934 · 
1935 · 
1936 · 
1937 · 
1938 · 
1939 · 
1940 · 
1941 · 
1942 · 
1943 · 1944 · 
1945 · 
1946 · 
1947 · 
1948 · 
1949 · 
1950 · 
1951 · 
1952 · 
1953 · 
1954 · 
1955 · 
1956 · 
1957 · 
1958 · 
1959 · 
1960 · 
1961 · 
1962 · 
1963 · 
1964 · 
1965 · 
1966 · 
1967 · 
1968 · 
1969 · 
1970 · 
1971 · 
1972 · 
1973 · 
1974 · 
1975 · 
1976 · 
1977 · 
1978 · 
1979 · 
1980 · 
1981 · 
1982 · 
1983 · 
1984 · 
1985 · 
1986 · 
1987 · 
1988 · 
1989 · 
1990 ·
1991 · 
1992 · 
1993 · 
1994 · 
1995 · 
1996 · 
1997 · 
1998 · 
1999 · 
2000 · 
2001 · 
2002 · 
2003 · 
2004 · 
2005 · 
2006 · 
2007 · 
2008 · 
2009 · 
2010 · 
2011 · 
2012 · 
2013 · 
2014 · 
2015 · 
2016 ·
2017 ·
2018 ·
2019 ·
2020 ·
2021 ·
2022 ·
2023 ·
2024
Albanië ·
Algerije ·
Argentinië ·
Armenië ·
Australië ·
België ·
Bolivia ·
Bosnie en Herzegovina ·
Brazilië ·
Bulgarije ·
Burkina Faso ·
Canada ·
China ·
Colombia ·
Costa Rica ·
Cuba ·
DDR ·
Denemarken ·
Dominicaanse Republiek ·
Duitsland ·
Ecuador ·
Egypte ·
El Salvador · 
Engeland ·
Estland ·
Finland ·
Frankrijk ·
Ghana · 
Griekenland ·
Guatemala ·
Guinee ·
Haïti ·
Honduras ·
Hongarije ·
Ierland ·
IJsland ·
Irak ·
Iran ·
Israël ·
Italië ·
Ivoorkust ·
Jamaica ·
Japan ·
Joegoslavië ·
Kameroen ·
Kroatië ·
Litouwen ·
Marokko ·
Mexico ·
Nederland ·
Nieuw-Zeeland · 
Noord-Ierland ·
Noord-Korea ·
Oekraïne · 
Oman · 
Oostenrijk ·
Palestina ·
Panama · 
Paraguay ·
Peru ·
Polen ·
Portugal · 
Qatar ·
Roemenië · 
Rusland ·
Saoedi-Arabië ·
Schotland ·
Senegal ·
Servië ·
Slowakije ·
Sovjet-Unie ·
Spanje ·
Togo ·
Trinidad en Tobago ·  
Tsjecho-Slowakije ·
Tunesië · 
Turkije · 
Uruguay ·
Venezuela ·
Verenigde Arabische Emiraten ·
Verenigde Staten ·
Wales ·
Zambia ·
Zuid-Afrika ·
Zuid-Korea ·
Zweden ·
Zwitserland
Algerije (1982) · 
Australië (2014) · 
Brazilië (2014) · 
Honduras (2010) · 
Nederland (2014) · 
Oostenrijk (1982) · 
Spanje (2010) · 
Spanje (2014) · 
West-Duitsland (1982) · 
Zwitserland (2010)
CONMEBOL: Bolivia · Chili  · Colombia · Ecuador · Uruguay · Venezuela

UEFA: Albanië · Andorra · Armenië · Azerbeidzjan · België · Bosnië en Herzegovina · Bulgarije · Cyprus · Denemarken · (West-)Duitsland · Duitse Democratische Republiek · Engeland · Estland · Faeröer · Finland · Frankrijk · Georgië · Griekenland · Hongarije · IJsland · Ierland · Israël · Italië · Joegoslavië · Kroatië · Letland · Liechtenstein · Litouwen · Luxemburg · Malta · Moldavië · Nederland · Noord-Ierland · Noord-Macedonië · Noorwegen · Oekraïne · Oostenrijk · Polen · Portugal · Roemenië · Rusland · San Marino · Schotland · Slovenië · Slowakije · Sovjet-Unie/GOS ·  Spanje · Tsjechië · Tsjecho-Slowakije · Turkije · Wales · Wit-Rusland · Zweden · Zwitserland

AFC: Kazachstan

CAF: Madagaskar

CONCACAF: Belize · Canada